# Bambusa jaintiana
Bambusa jaintiana är en gräsart som beskrevs av Radha Binod Majumdar. Bambusa jaintiana ingår i släktet Bambusa och familjen gräs. Inga underarter finns listade i Catalogue of Life.